# Cheikh Mbodj
Cheikh Mbodj, né le 1er août 1987 à Dakar, au Sénégal, est un joueur sénégalais de basket-ball, évoluant au poste de pivot. Il joue à Pau-Orthez.

## Carrière

### En club
Cheikh Mbodj effectue sa carrière en Europe, notamment en Grèce, Italie, Pologne et Lettonie. En 2015, il remporte le Championnat d'Italie avec le Dinamo Sassari.

### En sélection
Avec le Sénégal, il participe au championnat d'Afrique en 2015 et 2017.